# Orophea leuseri
Orophea leuseri är en kirimojaväxtart som beskrevs av Keßler. Orophea leuseri ingår i släktet Orophea och familjen kirimojaväxter. Inga underarter finns listade i Catalogue of Life.